# Meruana liriomyzae
Meruana liriomyzae är en stekelart som beskrevs av Boucek 1988. Meruana liriomyzae ingår i släktet Meruana och familjen finglanssteklar.
Artens utbredningsområde är:
- Eritrea.
- Etiopien.
- Kenya.
- Mauritius.
- Mauretanien.
- Réunion.
- Zimbabwe.

Inga underarter finns listade i Catalogue of Life.